# Leonhart Fuchs
Leonhart Fuchs (født 17. januar 1501 i Wemding i Bayern, død 10. maj 1566 i Tübingen) var en tysk botaniker.
Fuchs var først skolelærer i sin fødeby, studerede 1519 klassikerne i Ingolstadt under Reuchlin og blev 1524 dr.med., hvorpå han gik over til protestantismen. I 1535 blev han professor i Tübingen. Samtidig med Brunfels, Gesner og Bock hører han ligesom disse til botanikkens "fædre"; som de andre af disse den senere botaniske videnskabs forløbere var han også forfatter af en Kräuterbuch, en fremstilling af de ham bekendte planter samt deres medicinske egenskaber. Han var ikke uden sans for litterær kritik, han beskriver i sin Historia stirpium fra 1542 omkring 500 alfabetisk ordnede arter og afbilder dem, og den store fortjeneste herved består især deri, at studiet er foregået direkte efter naturen således, at alle disse gamle billeder let kan identificeres med vore nu kendte planter. Påfaldende er den ringe opmærksomhed, der hos ham (som hos de andre) skænkes blomster og frugter. Sammenlignende morfologiske betragtninger lå naturligvis ganske fjernt, og det af ham benyttede, terminologiske sprog var hverken ordnet eller begrebsmæssigt; dog bør det nævnes, at man hos ham finder det første forsøg på at fastslå en botanisk nomenklatur, idet ikke mindre end 4 sider er helligede denne opgave. Det, som senere kaldes bladhjørner eller bladaksler, hedder hos ham alæ; racemus er en drueklaselignende frugtstand, og han anvender internodium, ligesom senere botanikere, om et stængelstykke. Påfaldende er det, at der i hans liste slet ikke forekommer ordene blomst og rod, men han kender dog meget godt støvdragerne, som han, ligesom senere botanikere, kalder stamina. Hans billeder er, hvad den tekniske udførelse angår, alle udmærkede og bedre end de, der skyldes tiden nærmest efter ham.